# 532037 Chiminigagua
(532037) Chiminigagua là một thiên thể bên ngoài Sao Hải Vương và là một hệ hành tinh vi hình đôi nằm tại đĩa phân tán (giống Eris). Phát hiện của nó đã được công bố vào ngày 31 tháng 3 năm 2014. Thiên thể này có cấp sao tuyệt đối (H) là 3,2.2013 FY27 là một hệ hành tinh vi hình đôi, bao gồm hai vật thể có đường kính xấp xỉ 740 kilômét (460 mi) và 190 kilômét (120 mi). Nó là vật thể bên ngoài sao Hải Vương sáng thứ chín được biết đến.

## Quỹ đạo

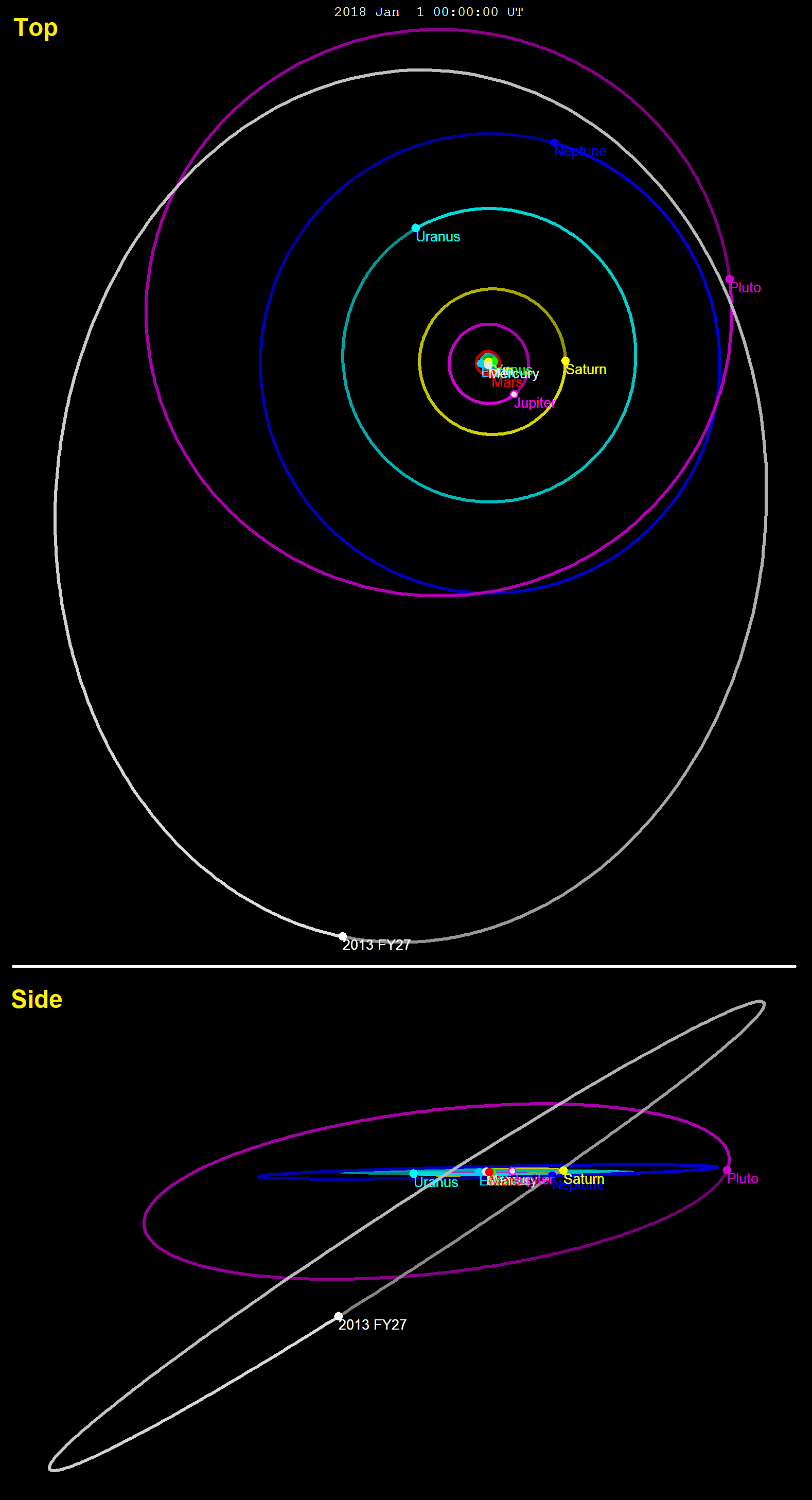
Quỹ đạo của Chiminigagua

Chiminigagua quay quanh Mặt Trời và trở lại vị trí cũ của nó 449 năm một lần. Nó sẽ đến điểm cận nhật vào tháng 11 năm 2202, ở khoảng cách khoảng 35,6 AU. Nó hiện đang ở gần điểm cận nhật, cách Mặt trời 80 AU, và do đó, cấp sao biểu kiến của thiên thể này là là 22. Quỹ đạo của nó có độ nghiêng đáng kể là 33 °. Sednoid 2012 VP113 và đối tượng đĩa phân tán Chiminigagua được phát hiện bởi cùng một cuộc khảo sát và được công bố trong vòng khoảng một tuần cách nhau.

## Đặc điểm vật lý
Chiminigagua có đường kính rơi vào khoảng 740 kilômét (460 mi), đặt nó ở vùng giữa các TNO cỡ trung bình và lớn. Sử dụng Mảng Milimét Lớn Atacama và Kính viễn vọng Magellan, suất phản chiếu của nó được khẳng định là 0,17 và thiên thể này có màu đỏ vừa phải. Chiminigagua là một trong những TNO có màu đỏ vừa phải lớn nhất. Các quá trình vật lý dẫn đến sự thiếu hụt các TNO có màu đỏ vừa phải lớn hơn 800 kilômét (500 mi) đến nay vẫn chưa được hiểu rõ.
Độ sáng của Chiminigagua thay đổi ít hơn 0,06 mag theo giờ và ngày, cho thấy rằng nó có chu kỳ quay rất dài, có dạng hình cầu gần như hoàn hảo hoặc trục quay hướng về phía Trái đất.
Brown ước tính, trước khi phát hiện ra vệ tinh tự nhiên của nó, Chiminigagua rất có khả năng là một hành tinh lùn bởi kích thước lớn của nó. Tuy nhiên, Grundy et al. tính toán rằng các vật thể, chẳng hạn như Chiminigagua, đường kính nhỏ hơn khoảng 1000 km, với suất phản chiếu nhỏ hơn ≈ 0,2 và mật độ là ≈1,2 g / cm  3 hoặc ít hơn, có thể giữ lại một mức độ xốp nhất định trong cấu trúc vật chất của chúng, chưa bao giờ sụp đổ thành các vật thể thể rắn hoàn toàn.

## Vệ tinh tự nhiên

Hình ảnh động của Chiminigagua và vệ tinh của nó, được chụp bởi Kính viễn vọng Không gian Hubble từ tháng 1 đến tháng 7 năm 2018

Sử dụng các quan sát của Kính viễn vọng Không gian Hubble được thực hiện vào tháng 1 năm 2018, Scott Sheppard đã tìm thấy một vệ tinh tự nhiên quay quanh Chiminigagua, cách 0,17 cung giây và mờ hơn 3,0 ± 0,2 mag so với vệ tinh chính. Khám phá được công bố vào ngày 10 tháng 8 năm 2018. Giả sử hai vật thể có suất phản chiếu bằng nhau, chúng có đường kính lần lượt là 740 kilômét (460 mi) và 190 kilômét (120 mi). Có các quan sát tiếp theo được thực hiện từ tháng 5 đến tháng 7 năm 2018 để xác định quỹ đạo của vệ tinh, nhưng kết quả của những quan sát đó vẫn chưa được công bố. Khi đã biết quỹ đạo, khối lượng của hệ có thể được xác định.